# Voltor (groupe)
 (septembre 2017).
Voltor est un groupe de punk hardcore espagnol, originaire d'Aldaia, Valence, dans la communauté valencienne. Les thèmes défendus par le groupe incluent la liberté d'expression, la défense territoriale et la justice sociale.

## Biographie
Après sa restructuration, le groupe comprend Vicent (guitare), rejoint par Saül et Oli (du groupe Akela) à la basse, permettant à Lluís de se consacrer au chant. Ils publient en 2005 un premier album studio, intitulé Aprenent a volar, qui compte un total de neuf chansons, dont Encén l'oïda, la nouvelle version de Solidaritat, Extrem et Quan no quede res, et qui fait participer Xavi Sarrià du groupe Obrint Pas. En 2006, ils initient le festival el Tourbolet à Valence.
Leur deuxième album studio, Perill d'extinció, est publié à la fin 2008. Ils donnent leur dernier concert à la Tavernes de la Valldigna le 30 décembre 2011 au pub La Bombonera, puis effectuent l'un des derniers concerts du festival Festivern.

## Discographie
- 2004 : Identitat (Maqueta) (sous licence CC)
- 2005 : Aprenent a volar (Cambra Records) (CC)[6]
- 2008 : Perill d'extinció (Radikal Records) (CC)[7]